# 24 Horas de Le Mans 2013
Las 24 Horas de Le Mans 2013 (en francés: 24 Heures du Mans 2013) es una carrera de resistencia de automovilismo celebrada el 22 y 23 de junio de 2013 en el Circuito de la Sarthe de Le Mans, Francia. La 81a., edición de las 24 Horas de Le Mans estuvo organizada por el Automobile Club de l'Ouest (ACO). Fue la tercera carrera del Campeonato Mundial de Resistencia de 2013. La carrera se realizó en condiciones climáticas muy difíciles que obligaban a los equipos a cambiar la estrategia de lluvia constantemente.
Los ganadores absolutos de la carrera fueron el danés Tom Kristensen, el británico Allan McNish y el francés Loïc Duval del equipo Audi Sport Team Joest, conduciendo el Audi R18 e-tron quattro en la clase LMP1. Es la duodécima victoria de Audi en catorce años y la novena de Tom Kristensen, piloto que ostenta el récord de victorias en las 24 Horas de Le Mans. El equipo OAK Racing con un Morgan-Nissan ganó en la clase LMP2 (Bertrand Baguette, Martin Plowman y Ricardo González). El equipo Porsche AG Team Manthey con un Porsche 911 RSR ganó en la clase LMGTE Pro (Marc Lieb, Richard Lietz y Romain Dumas). Y el equipo IMSA Performance Matmut con un Porsche 911 GT3 RS ganó en la clase LMGTE Am (Raymond Narac, Christophe Bourret y Jean-Karl Vernay).
La carrera se vio empañada por un accidente en los primeros diez minutos, cuando el piloto danés Allan Simonsen se salió de la pista e impactó con violencia su Aston Martin Vantage contra las barreras de protección en 'Tertre Rouge', quedando en estado grave. Simonsen fue atendido inmediatamente y evacuado en ambulancia en estado consciente. Tres horas más tarde la organización comunicó su fallecimiento. Su compatriota Tom Kristensen le dedicó la victoria una vez finalizada la carrera.

## Programa
| Programa                     | Programa       | Programa                                                          |
| Fecha                        | Hora           | Evento                                                            |
| Días de prueba               | Días de prueba | Días de prueba                                                    |
| ---------------------------- | -------------- | ----------------------------------------------------------------- |
| Viernes, 7 de junio          | 09:00 – 18:00  | Verificaciones administrativas y técnicas (Circuito)              |
| Sábado, 8 de junio           | 09:00 – 15:00  | Verificaciones administrativas y técnicas (Circuito)              |
| Domingo, 9 de junio          | 09:00 – 13:00  | Entrenamientos libres                                             |
| Domingo, 9 de junio          | 14:00 – 18:00  | Entrenamientos libres                                             |
| Fin de semana de competición |                |                                                                   |
| Domingo, 16 de junio         | 14:30 – 19:00  | Verificaciones administrativas y técnicas (Plaza de la República) |
| Lunes, 17 de junio           | 10:00 – 18:00  | Verificaciones administrativas y técnicas (Plaza de la República) |
| Miércoles, 19 de junio       | 16:00 – 20:00  | Entrenamientos libres                                             |
| Miércoles, 19 de junio       | 22:00 – 24:00  | Clasificación                                                     |
| Jueves, 20 de junio          | 19:00 – 21:00  | Clasificación                                                     |
| Jueves, 20 de junio          | 22:00 – 24:00  | Clasificación                                                     |
| Sábado, 22 de junio          | 09:00 – 09:45  | Calentamiento                                                     |
| Sábado, 22 de junio          | 15:00          | Inicio de la 81 edición de las 24 Horas de Le Mans                |
| Domingo, 23 de junio         | 15:00          | Fin de la 81 edición de las 24 Horas de Le Mans                   |

## Resultados de la clasificación
El mejor tiempo de la Q1, Q2 y Q3 de cada clase aparece marcado en negrita. El mejor tiempo establecido por cada equipo aparece representado con fondo gris.
| Pos. | Clase     | N. | Equipo                   | Q1       | Q2       | Q3       | Dif.    | Parrilla |
| ---- | --------- | -- | ------------------------ | -------- | -------- | -------- | ------- | -------- |
| 1    | LMP1      | 2  | Audi Sport Team Joest    | 3:22.346 | -        | 3:27.513 |         | 1        |
| 2    | LMP1      | 1  | Audi Sport Team Joest    | 3:25.474 | 3:41.951 | 3:23.696 | +1.347  | 2        |
| 3    | LMP1      | 3  | Audi Sport Team Joest    | 3:24.341 | 3:40.990 | 3:24.776 | +1.992  | 3        |
| 4    | LMP1      | 8  | Toyota Racing            | 3:30.841 | 3:42.507 | 3:26.654 | +4.305  | 4        |
| 5    | LMP1      | 7  | Toyota Racing            | 3:26.676 | 3:40.924 | 3:28.859 | +4.327  | 5        |
| 6    | LMP1      | 12 | Rebellion Racing         | 3:30.423 | 3:42.261 | 3:28.935 | +6.586  | 6        |
| 7    | LMP1      | 13 | Rebellion Racing         | 3:32.167 | 4:07.039 | 3:37.296 | +9.818  | 7        |
| 8    | LMP1      | 21 | Strakka Racing           | 3:36.547 | -        | 3:45.173 | +14.198 | 36*      |
| 9    | LMP2      | 24 | OAK Racing               | 3:40.780 | -        | 3:38.621 | +16.272 | 8        |
| 10   | LMP2      | 26 | G-Drive Racing           | 3:39.535 | 3:53.998 | 3:45.468 | +17.186 | 9        |
| 11   | LMP2      | 38 | Jota Sport               | 3:44.835 | -        | 3:40.459 | +18.110 | 10       |
| 12   | LMP2      | 43 | Morand Racing            | 3:40.741 | -        | 3:43.839 | +18.392 | 11       |
| 13   | LMP2      | 25 | Delta-ADR                | 3:40.925 | 4:12.200 | 3:45.147 | +18.576 | 12       |
| 14   | LMP2      | 47 | KCMG                     | 3:45.500 | -        | 3:41.042 | +18.693 | 13       |
| 15   | LMP2      | 48 | Murphy Prototypes        | 3:44.538 | -        | 3:41.569 | +19.220 | 14       |
| 16   | LMP2      | 36 | Signatech Alpine         | 3:43.835 | 4:06.213 | 3:41.654 | +19.305 | 15       |
| 17   | LMP2      | 35 | OAK Racing               | 3:42.387 | -        | 3:41.854 | +19.505 | 16       |
| 18   | LMP2      | 49 | Pecom Racing             | 3:43.420 | 4:00.127 | 3:44.637 | +21.071 | 17       |
| 19   | LMP2      | 46 | Thiriet by TDS Racing    | 3:43.494 | -        | -        | +21.145 | 37*      |
| 20   | LMP2      | 42 | Greaves Motorsport       | 3:49.421 | 3:58.807 | 3:44.421 | +22.072 | 18       |
| 21   | LMP2      | 41 | Greaves Motorsport       | -        | 3:56.487 | 3:44.621 | +22.272 | 19       |
| 22   | LMP2      | 34 | Race Performance         | 3:45.244 | -        | 3:51.498 | +22.895 | 20       |
| 23   | LMP2      | 32 | Lotus                    | -        | 4:12.327 | 3:45.274 | +22.925 | 21       |
| 24   | LMP2      | 31 | Lotus                    | 3:47.920 | -        | 3:49.548 | +25.571 | 38*      |
| 25   | LMP2      | 45 | OAK Racing               | 3:48.196 | -        | 3:59.988 | +25.847 | 22       |
| 26   | LMP2      | 33 | Level 5 Motorsports      | 3:48.597 | 4:03.528 | 3:53.861 | +26.248 | 23       |
| 27   | LMP2      | 28 | Gulf Racing Middle East  | 3:49.096 | -        | 4:08.116 | +26.747 | 39*      |
| 28   | LMP2      | 30 | HVM Status GP            | 3:49.805 | 4:14.473 | 3:54.358 | +27.456 | 24       |
| 29   | LMGTE Pro | 99 | Aston Martin Racing      | 3:55.658 | 4:17.862 | 3:54.635 | +32.286 | 25       |
| 30   | LMGTE Pro | 97 | Aston Martin Racing      | 3:56.004 | 4:25.834 | 3:55.445 | +33.096 | 26       |
| 31   | LMGTE Pro | 92 | Porsche AG Team Manthey  | 3:56.457 | 4:29.096 | 3:55.491 | +33.142 | 27       |
| 32   | LMGTE Pro | 51 | AF Corse                 | 3:55.909 | 4:20.620 | 4:00.196 | +33.560 | 28       |
| 33   | LMGTE Pro | 98 | Aston Martin Racing      | 3:56.336 | -        | 4:01.283 | +33.987 | 40*      |
| 34   | LMGTE Pro | 71 | AF Corse                 | 3:56.471 | 4:25.740 | 3:58.078 | +34.122 | 29       |
| 35   | LMGTE Pro | 91 | Porsche AG Team Manthey  | 3:56.573 | 4:17.996 | 3:58.433 | +34.224 | 30       |
| 36   | LMP2      | 39 | DKR Engineering          | 3:56.905 | -        | 4:03.613 | +34.556 | 41*      |
| 37   | LMP2      | 40 | Boutsen Ginion Racing    | 3:57.139 | 4:11.137 | 4:10.631 | +34.790 | 42*      |
| 38   | LMGTE Am  | 95 | Aston Martin Racing      | 3:58.661 | 4:19.486 | 3:57.776 | +35.427 | 31       |
| 39   | LMGTE Pro | 74 | Corvette Racing          | 3:59.860 | 4:21.574 | 3:58.644 | +36.295 | 32       |
| 40   | LMGTE Am  | 88 | Proton Competition       | 3:59.246 | -        | 3:58.889 | +36.540 | 43*      |
| 41   | LMGTE Pro | 73 | Corvette Racing          | 3:59.526 | 4:11.034 | 4:02.189 | +37.177 | 33       |
| 42   | LMGTE Am  | 96 | Aston Martin Racing      | 4:01.035 | 4:18.829 | 3:59.805 | +37.456 | 44*      |
| 43   | LMGTE Am  | 61 | AF Corse                 | 4:02.815 | 4:24.897 | 3:59.997 | +37.648 | 45*      |
| 44   | LMGTE Am  | 67 | IMSA Performance Matmut  | 4:00.503 | -        | 4:50.043 | +38.154 | 46*      |
| 45   | LMGTE Am  | 75 | Prospeed Competition     | 4:11.719 | -        | 4:00.682 | +38.333 | 47*      |
| 46   | LMGTE Pro | 53 | SRT Motorsports          | 4:03.127 | -        | 4:00.802 | +38.453 | 34       |
| 47   | LMGTE Am  | 77 | Dempsey Del Piero-Proton | 4:03.378 | -        | 4:00.916 | +38.567 | 48*      |
| 48   | LMGTE Am  | 76 | IMSA Performance Matmut  | 4:01.713 | -        | 4:15.101 | +39.364 | 49*      |
| 49   | LMGTE Am  | 81 | 8 Star Motorsports       | 4:07.625 | 4:24.002 | 4:01.934 | +39.585 | 50*      |
| 50   | LMGTE Pro | 93 | SRT Motorsports          | 4:03.461 | -        | 4:04.477 | +41.112 | 35       |
| 51   | LMGTE Am  | 55 | AF Corse                 | 4:03.966 | 4:22.194 | 4:05.924 | +41.617 | 51*      |
| 52   | LMGTE Am  | 70 | Larbre Compétition       | 4:04.512 | 4:38.739 | 4:29.068 | +42.163 | 52*      |
| 53   | LMGTE Am  | 50 | Larbre Compétition       | 4:04.873 | 4:31.216 | 4:09.723 | +42.524 | 53*      |
| 54   | LMGTE Pro | 66 | JMW Motorsport           | -        | -        | 4:05.417 | +43.068 | 54*      |
| 55   | LMGTE Am  | 54 | AF Corse                 | 4:09.064 | -        | 4:41.506 | +46.715 | 55*      |
| 56   | LMGTE Am  | 57 | Krohn Racing             | -        | -        | 4:16.233 | +53.884 | 56*      |
| Pos. | Clase     | N. | Equipo                   | Q1       | Q2       | Q3       | Dif.    | Parrilla |

- Los coches que aparecen marcados con un asterisco (*) en su posición de parrilla es porque han estado penalizados y saldrán de la parte trasera de la parrilla de salida.

### La competencia

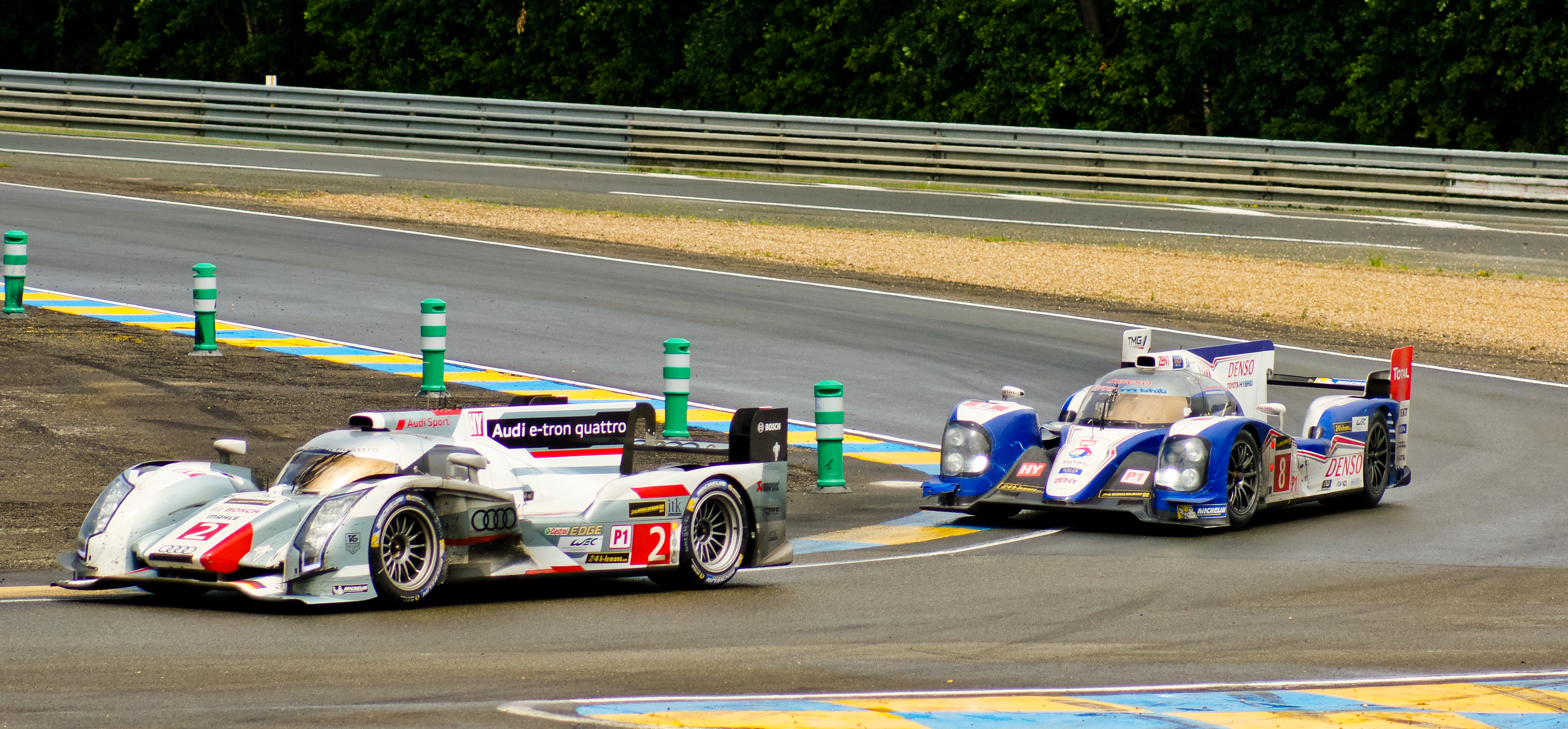
El auto No. 2 Audi R18 e-tron quattro seguido de cerca por el carro No. 8 Toyota TS030 Hybrid en la curva de Mulsanne

La carrera comenzó a las 15:00 horas (CET) del sábado 22 de junio. En la tercera vuelta de la carrera, Allan Simonsen perdió el control de su Aston Martin Vantage en la curva Tertre Rouge y golpeó las barreras. El impacto fue lo suficientemente fuerte como para aplastar una de las esquinas del techo y la estructura de seguridad de apoyo del auto. Simonsen se reportó como lesionado, pero consciente cuando fue retirado del coche por los equipos de seguridad y llevado al centro médico en donde más tarde murió a causa de sus heridas. El equipo Aston Martin Racing, que estaba compitiendo con otros cuatro autos optó por continuar en carrera a petición de la familia de Simonsen.

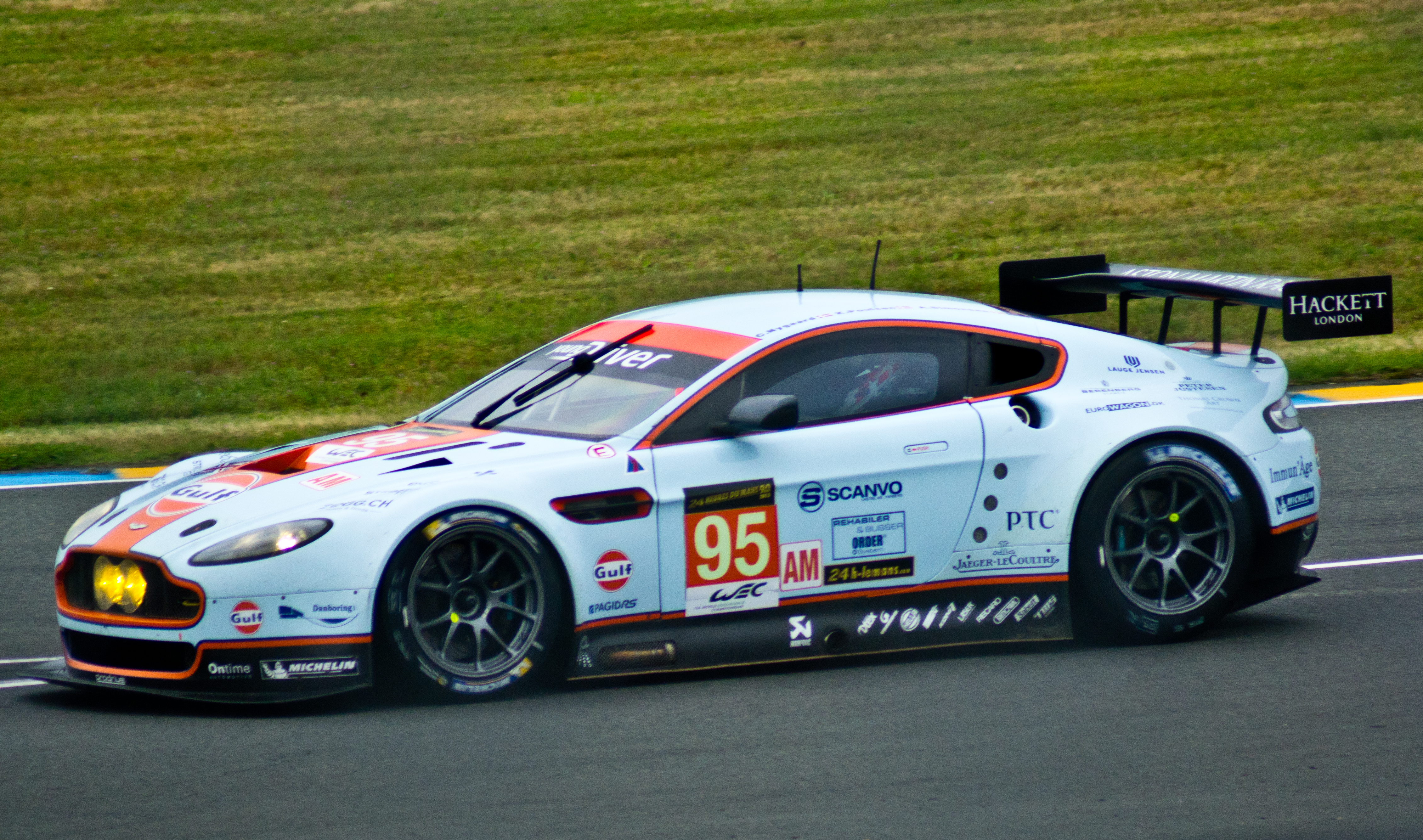
Simonsen en el auto No. 95 Aston Martin Vantage GTE antes de su accidente

La parte inicial fue muy reñida entre el Audi N° 1 de André Lotterer y el Toyota N° 8 de Anthony Davidson. Al final de la tercera hora, sin embargo, los Audis habían establecido una clara ventaja y ocupaban los tres primeros lugares. Persiguiendo su tercera victoria consecutiva en Le Mans, el equipo Audi con Tom Kristensen en el Audi N°2 lideraba por casi un minuto, pero el Audi N° 1 tuvo un problema con el sensor del cigüeñal en la séptima hora tuvo hacer una parada prolongada; reincorporándose a la carrera tras varias vueltas perdidas y en el puesto 24, con el tiempo luchó y regresó a quinto puesto. El Audi N° 3 conducido por Oliver Jarvis también tuvo problemas, perdiendo varios minutos después de un pinchazo y cediendo la segunda posición. En la hora 22 superó al Toyota N.º 7 de Nicolas Lapierre para reclamar el tercer puesto. Poco después, Lapierre patinó en bajo condiciones extremas y chocó contra un muro. Inicialmente pareció abandonar, sin embargo, se las arregló para arrancar su Toyota y volver a los boxes para algunas reparaciones rápidas. Regresó a la pista en el momento de rescatar el cuarto lugar. En la última hora de la carrera, Sébastien Buemi en el Toyota N.º 8 logró regresar a la vuelta del líder para perderla al final y tuvo que conformarse con el 2.º., lugar general.
La carrera fue ganada por el Audi N.º 2 R18 e-tron quattro, con los pilotos  Tom Kristensen de Dinamarca, quien obtiene su novena victoria, el escocés Allan McNish, con su tercer triunfo, y el francés Loïc Duval con su primera victoria en Le Mans. Fue la duodécima victoria de Audi en catorce años. El Toyota TS030 Hybrid N.º 8 quedó a una vuelta del líder al final de las 24 horas, y el Audi N.º 3 completó el podio carrera. El Audi N°2 recorrió una distancia total de 4,742.89 kilómetros en 348 vueltas al circuito. En la categoría LMP2 Bertrand Baguette, Martin Plowman, y Ricardo González ganaron la prueba y el equipo OAK Racing hizo el 1-2. En el grupo LMGTE Pro, el equipo Porsche AG Team Manthey se adjudicó la victoria en Le Mans debutando del nuevo Porsche 911 de generación 991 con sus pilotos Marc Lieb, Richard Lietz y Romain Dumas. Mientras que en la clase LMGTE Porsche aumentó su número de victorias en Le Mans a 100 con el triunfo del equipo IMSA Performance de Jean-Karl Vernay, Raymond Narac y Christophe Bourret.

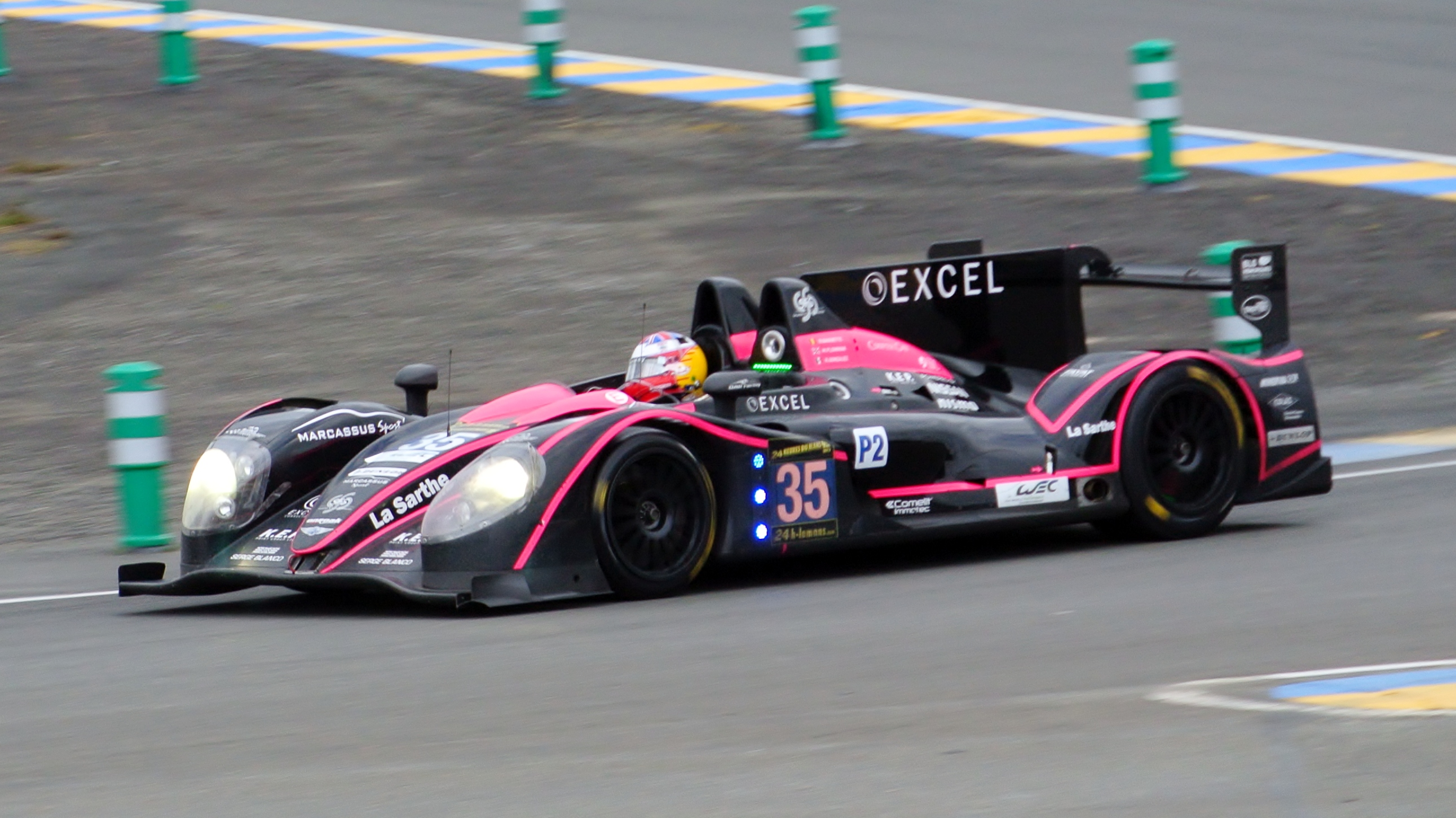
El ganador de la clase LMP2 auto Morgan-Nissan No. 35 del equipo OAK Racing del trío Baguette, Plowman y González

El ritmo de carrera fue frenado por varios accidentes graves, llegando a un récord de doce entradas del coche de seguridad. Muchos de los períodos bajo bandera amarilla exigió a los oficiales de pista hacer reparaciones a las barreras de seguridad alrededor del circuito. El tiempo total que el auto de seguridad estuvo en la pista fue de cinco horas y media. Los abandonos sumaron trece autos.

## Carrera
Los ganadores de cada clase aparecen marcados en negrita. Los coches que no han completado el 70% (244 vueltas) de distancia del ganador aparecen marcados como NC, no clasificados. Los que no han terminado aparecen con DNF.
| Pos. | Clase     | N. | Equipo                   | Pilotos                                                | Chasis                                  | Neu. | V.  |
| Pos. | Clase     | N. | Equipo                   | Pilotos                                                | Motor                                   | Neu. | V.  |
| ---- | --------- | -- | ------------------------ | ------------------------------------------------------ | --------------------------------------- | ---- | --- |
| 1    | LMP1      | 2  | Audi Sport Team Joest    | Allan McNish Tom Kristensen Loïc Duval                 | Audi R18 e-tron quattro                 | M    | 348 |
| 1    | LMP1      | 2  | Audi Sport Team Joest    | Allan McNish Tom Kristensen Loïc Duval                 | Audi TDI 3.7 L Turbo V6 (Hybrid Diesel) | M    | 348 |
| 2    | LMP1      | 8  | Toyota Racing            | Anthony Davidson Stéphane Sarrazin Sébastien Buemi     | Toyota TS030 Hybrid                     | M    | 347 |
| 2    | LMP1      | 8  | Toyota Racing            | Anthony Davidson Stéphane Sarrazin Sébastien Buemi     | Toyota 3.4 L V8 (Hybrid)                | M    | 347 |
| 3    | LMP1      | 3  | Audi Sport Team Joest    | Marc Gené Oliver Jarvis Lucas di Grassi                | Audi R18 e-tron quattro                 | M    | 347 |
| 3    | LMP1      | 3  | Audi Sport Team Joest    | Marc Gené Oliver Jarvis Lucas di Grassi                | Audi TDI 3.7 L Turbo V6 (Hybrid Diesel) | M    | 347 |
| 4    | LMP1      | 7  | Toyota Racing            | Alexander Wurz Nicolas Lapierre Kazuki Nakajima        | Toyota TS030 Hybrid                     | M    | 341 |
| 4    | LMP1      | 7  | Toyota Racing            | Alexander Wurz Nicolas Lapierre Kazuki Nakajima        | Toyota 3.4 L V8 (Hybrid)                | M    | 341 |
| 5    | LMP1      | 1  | Audi Sport Team Joest    | André Lotterer Marcel Fässler Benoît Tréluyer          | Audi R18 e-tron quattro                 | M    | 338 |
| 5    | LMP1      | 1  | Audi Sport Team Joest    | André Lotterer Marcel Fässler Benoît Tréluyer          | Audi TDI 3.7 L Turbo V6 (Hybrid Diesel) | M    | 338 |
| 6    | LMP1      | 21 | Strakka Racing           | Nick Leventis Jonny Kane Danny Watts                   | HPD ARX-03c                             | M    | 332 |
| 6    | LMP1      | 21 | Strakka Racing           | Nick Leventis Jonny Kane Danny Watts                   | Honda LM-V8 3.4 L V8                    | M    | 332 |
| 7    | LMP2      | 35 | OAK Racing               | Bertrand Baguette Martin Plowman Ricardo González      | Morgan LMP2                             | D    | 329 |
| 7    | LMP2      | 35 | OAK Racing               | Bertrand Baguette Martin Plowman Ricardo González      | Nissan VK45DE 4.5 L V8                  | D    | 329 |
| 8    | LMP2      | 24 | OAK Racing               | Olivier Pla Alex Brundle David Heinemeier Hansson      | Morgan LMP2                             | D    | 328 |
| 8    | LMP2      | 24 | OAK Racing               | Olivier Pla Alex Brundle David Heinemeier Hansson      | Nissan VK45DE 4.5 L V8                  | D    | 328 |
| 9    | LMP2      | 42 | Greaves Motorsport       | Michael Krumm Jann Mardenborough Lucas Ordóñez         | Zytek Z11SN                             | D    | 327 |
| 9    | LMP2      | 42 | Greaves Motorsport       | Michael Krumm Jann Mardenborough Lucas Ordóñez         | Nissan VK45DE 4.5 L V8                  | D    | 327 |
| 10   | LMP2      | 49 | Pecom Racing             | Luís Pérez Companc Pierre Kaffer Nicolas Minassian     | Oreca 03                                | D    | 325 |
| 10   | LMP2      | 49 | Pecom Racing             | Luís Pérez Companc Pierre Kaffer Nicolas Minassian     | Nissan VK45DE 4.5 L V8                  | D    | 325 |
| 11   | LMP2      | 43 | Morand Racing            | Natacha Gachnang Franck Mailleux Olivier Lombard       | Morgan LMP2                             | D    | 320 |
| 11   | LMP2      | 43 | Morand Racing            | Natacha Gachnang Franck Mailleux Olivier Lombard       | Judd HK 3.6 L V8                        | D    | 320 |
| 12   | LMP2      | 48 | Murphy Prototypes        | Brendon Hartley Karun Chandhok Mark Patterson          | Oreca 03                                | D    | 319 |
| 12   | LMP2      | 48 | Murphy Prototypes        | Brendon Hartley Karun Chandhok Mark Patterson          | Nissan VK45DE 4.5 L V8                  | D    | 319 |
| 13   | LMP2      | 38 | Jota Sport               | Simon Dolan Oliver Turvey Lucas Luhr                   | Zytek Z11SN                             | D    | 319 |
| 13   | LMP2      | 38 | Jota Sport               | Simon Dolan Oliver Turvey Lucas Luhr                   | Nissan VK45DE 4.5 L V8                  | D    | 319 |
| 14   | LMP2      | 36 | Signatech-Alpine         | Pierre Ragues Nelson Panciatici Tristan Gommendy       | Alpine A450                             | M    | 317 |
| 14   | LMP2      | 36 | Signatech-Alpine         | Pierre Ragues Nelson Panciatici Tristan Gommendy       | Nissan VK45DE 4.5 L V8                  | M    | 317 |
| 15   | LMGTE Pro | 92 | Porsche AG Team Manthey  | Marc Lieb Richard Lietz Romain Dumas                   | Porsche 911 RSR                         | M    | 315 |
| 15   | LMGTE Pro | 92 | Porsche AG Team Manthey  | Marc Lieb Richard Lietz Romain Dumas                   | Porsche 4.0 L Flat-6                    | M    | 315 |
| 16   | LMGTE Pro | 91 | Porsche AG Team Manthey  | Jörg Bergmeister Timo Bernhard Patrick Pilet           | Porsche 911 RSR                         | M    | 315 |
| 16   | LMGTE Pro | 91 | Porsche AG Team Manthey  | Jörg Bergmeister Timo Bernhard Patrick Pilet           | Porsche 4.0 L Flat-6                    | M    | 315 |
| 17   | LMGTE Pro | 97 | Aston Martin Racing      | Darren Turner Peter Dumbreck Stefan Mücke              | Aston Martin Vantage GTE                | M    | 314 |
| 17   | LMGTE Pro | 97 | Aston Martin Racing      | Darren Turner Peter Dumbreck Stefan Mücke              | Aston Martin 4.5 L V8                   | M    | 314 |
| 18   | LMP2      | 34 | Race Performance         | Michel Frey Patric Niederhauser Jeroen Bleekemolen     | Oreca 03                                | D    | 314 |
| 18   | LMP2      | 34 | Race Performance         | Michel Frey Patric Niederhauser Jeroen Bleekemolen     | Judd HK 3.6 L V8                        | D    | 314 |
| 19   | LMGTE Pro | 73 | Corvette Racing          | Antonio García Jan Magnussen Jordan Taylor             | Chevrolet Corvette C6.R                 | M    | 312 |
| 19   | LMGTE Pro | 73 | Corvette Racing          | Antonio García Jan Magnussen Jordan Taylor             | Chevrolet 5.5 L V8                      | M    | 312 |
| 20   | LMGTE Pro | 71 | AF Corse                 | Olivier Beretta Kamui Kobayashi Toni Vilander          | Ferrari 458 Italia GT2                  | M    | 312 |
| 20   | LMGTE Pro | 71 | AF Corse                 | Olivier Beretta Kamui Kobayashi Toni Vilander          | Ferrari 4.5 L V8                        | M    | 312 |
| 21   | LMGTE Pro | 51 | AF Corse                 | Gianmaria Bruni Giancarlo Fisichella Matteo Malucelli  | Ferrari 458 Italia GT2                  | M    | 311 |
| 21   | LMGTE Pro | 51 | AF Corse                 | Gianmaria Bruni Giancarlo Fisichella Matteo Malucelli  | Ferrari 4.5 L V8                        | M    | 311 |
| 22   | LMGTE Pro | 74 | Corvette Racing          | Oliver Gavin Richard Westbrook Tommy Milner            | Chevrolet Corvette C6.R                 | M    | 309 |
| 22   | LMGTE Pro | 74 | Corvette Racing          | Oliver Gavin Richard Westbrook Tommy Milner            | Chevrolet 5.5 L V8                      | M    | 309 |
| 23   | LMP2      | 41 | Greaves Motorsport       | Alexander Rossi Eric Lux Tom Kimber-Smith              | Zytek Z11SN                             | D    | 307 |
| 23   | LMP2      | 41 | Greaves Motorsport       | Alexander Rossi Eric Lux Tom Kimber-Smith              | Nissan VK45DE 4.5 L V8                  | D    | 307 |
| 24   | LMGTE Pro | 53 | SRT Motorsports          | Marc Goossens Dominik Farnbacher Ryan Dalziel          | SRT Viper GTS-R                         | M    | 306 |
| 24   | LMGTE Pro | 53 | SRT Motorsports          | Marc Goossens Dominik Farnbacher Ryan Dalziel          | SRT 8.0 L V10                           | M    | 306 |
| 25   | LMGTE Am  | 76 | IMSA Performance Matmut  | Raymond Narac Christophe Bourret Jean-Karl Vernay      | Porsche 911 GT3 RSR                     | M    | 306 |
| 25   | LMGTE Am  | 76 | IMSA Performance Matmut  | Raymond Narac Christophe Bourret Jean-Karl Vernay      | Porsche 4.0 L Flat-6                    | M    | 306 |
| 26   | LMGTE Am  | 55 | AF Corse                 | Pierguiseppe Perazzini Lorenzo Casè Darryl O'Young     | Ferrari 458 Italia GT2                  | M    | 305 |
| 26   | LMGTE Am  | 55 | AF Corse                 | Pierguiseppe Perazzini Lorenzo Casè Darryl O'Young     | Ferrari 4.5 L V8                        | M    | 305 |
| 27   | LMGTE Am  | 61 | AF Corse                 | Jack Gerber Matt Griffin Marco Cioci                   | Ferrari 458 Italia GT2                  | M    | 305 |
| 27   | LMGTE Am  | 61 | AF Corse                 | Jack Gerber Matt Griffin Marco Cioci                   | Ferrari 4.5 L V8                        | M    | 305 |
| 28   | LMGTE Am  | 77 | Dempsey Del Piero-Proton | Patrick Dempsey Patrick Long Joe Foster                | Porsche 911 GT3 RSR                     | M    | 305 |
| 28   | LMGTE Am  | 77 | Dempsey Del Piero-Proton | Patrick Dempsey Patrick Long Joe Foster                | Porsche 4.0 L Flat-6                    | M    | 305 |
| 29   | LMGTE Am  | 50 | Larbre Compétition       | Julien Canal Patrick Bornhauser Ricky Taylor           | Chevrolet Corvette C6.R                 | M    | 302 |
| 29   | LMGTE Am  | 50 | Larbre Compétition       | Julien Canal Patrick Bornhauser Ricky Taylor           | Chevrolet 5.5 L V8                      | M    | 302 |
| 30   | LMGTE Am  | 96 | Aston Martin Racing      | Roald Goethe Jamie Campbell-Walter Stuart Hall         | Aston Martin Vantage GTE                | M    | 301 |
| 30   | LMGTE Am  | 96 | Aston Martin Racing      | Roald Goethe Jamie Campbell-Walter Stuart Hall         | Aston Martin 4.5 L V8                   | M    | 301 |
| 31   | LMGTE Pro | 93 | SRT Motorsports          | Tommy Kendall Jonathan Bomarito Kuno Wittmer           | SRT Viper GTS-R                         | M    | 301 |
| 31   | LMGTE Pro | 93 | SRT Motorsports          | Tommy Kendall Jonathan Bomarito Kuno Wittmer           | SRT 8.0 L V10                           | M    | 301 |
| 32   | LMP2      | 40 | Boutsen Ginion Racing    | Thomas Dagoneou Matt Downs Rodin Younessi              | Oreca 03                                | D    | 300 |
| 32   | LMP2      | 40 | Boutsen Ginion Racing    | Thomas Dagoneou Matt Downs Rodin Younessi              | Nissan VK45DE 4.5 L V8                  | D    | 300 |
| 33   | LMGTE Am  | 67 | IMSA Performance Matmut  | Pascal Gibon Patrice Milesi Wolf Henzler               | Porsche 911 GT3 RSR                     | M    | 300 |
| 33   | LMGTE Am  | 67 | IMSA Performance Matmut  | Pascal Gibon Patrice Milesi Wolf Henzler               | Porsche 4.0 L Flat-6                    | M    | 300 |
| 34   | LMGTE Pro | 66 | JMW Motorsport           | Andrea Bertolini Abdulaziz al Faisal Khaled al Qubaisi | Ferrari 458 Italia GT2                  | D    | 300 |
| 34   | LMGTE Pro | 66 | JMW Motorsport           | Andrea Bertolini Abdulaziz al Faisal Khaled al Qubaisi | Ferrari 4.5 L V8                        | D    | 300 |
| 35   | LMGTE Am  | 88 | Proton Competition       | Christian Ried Gianluca Roda Paolo Ruberti             | Porsche 911 GT3 RSR                     | M    | 300 |
| 35   | LMGTE Am  | 88 | Proton Competition       | Christian Ried Gianluca Roda Paolo Ruberti             | Porsche 4.0 L Flat-6                    | M    | 300 |
| 36   | LMGTE Am  | 75 | Prospeed Competition     | Emmanuel Collard François Perrodo Sebastien Crubilé    | Porsche 911 GT3 RSR                     | M    | 298 |
| 36   | LMGTE Am  | 75 | Prospeed Competition     | Emmanuel Collard François Perrodo Sebastien Crubilé    | Porsche 4.0 L Flat-6                    | M    | 298 |
| 37   | LMGTE Am  | 81 | 8 Star Motorsports       | Enzo Potolicchio Rui Águas Jason Bright                | Ferrari 458 Italia GT2                  | M    | 294 |
| 37   | LMGTE Am  | 81 | 8 Star Motorsports       | Enzo Potolicchio Rui Águas Jason Bright                | Ferrari 4.5 L V8                        | M    | 294 |
| 38   | LMP2      | 39 | DKR Engineering          | Olivier Porta Romain Brandela Stéphane Raffin          | Lola B11/40                             | D    | 280 |
| 38   | LMP2      | 39 | DKR Engineering          | Olivier Porta Romain Brandela Stéphane Raffin          | Judd HK 3.6 L V8                        | D    | 280 |
| 39   | LMP1      | 12 | Rebellion Racing         | Nicolas Prost Neel Jani Nick Heidfeld                  | Lola B12/60                             | M    | 275 |
| 39   | LMP1      | 12 | Rebellion Racing         | Nicolas Prost Neel Jani Nick Heidfeld                  | Toyota RV8KLM 3.4 L V8                  | M    | 275 |
| 40   | LMP1      | 13 | Rebellion Racing         | Mathias Beche Andrea Belicchi Congfu Cheng             | Lola B12/60                             | M    | 275 |
| 40   | LMP1      | 13 | Rebellion Racing         | Mathias Beche Andrea Belicchi Congfu Cheng             | Toyota RV8KLM 3.4 L V8                  | M    | 275 |
| 41   | LMGTE Am  | 70 | Larbre Compétition       | Cooper MacNeil Manuel Rodrigues Philippe Dumas         | Chevrolet Corvette C6.R                 | M    | 268 |
| 41   | LMGTE Am  | 70 | Larbre Compétition       | Cooper MacNeil Manuel Rodrigues Philippe Dumas         | Chevrolet 5.5 L V8                      | M    | 268 |
| NC   | LMP2      | 33 | Level 5 Motorsports      | Scott Tucker Marino Franchitti Ryan Briscoe            | HPD ARX-03b                             | M    | 242 |
| NC   | LMP2      | 33 | Level 5 Motorsports      | Scott Tucker Marino Franchitti Ryan Briscoe            | Honda HR28TT 2.8 L Turbo V6             | M    | 242 |
| DNF  | LMP2      | 46 | Thiriet by TDS Racing    | Pierre Thiriet Ludovic Badey Maxime Martin             | Oreca 03                                | D    | 310 |
| DNF  | LMP2      | 46 | Thiriet by TDS Racing    | Pierre Thiriet Ludovic Badey Maxime Martin             | Nissan VK45DE 4.5 L V8                  | D    | 310 |
| DNF  | LMGTE Pro | 99 | Aston Martin Racing      | Bruno Senna Frédéric Makowiecki Rob Bell               | Aston Martin Vantage GTE                | M    | 248 |
| DNF  | LMGTE Pro | 99 | Aston Martin Racing      | Bruno Senna Frédéric Makowiecki Rob Bell               | Aston Martin 4.5 L V8                   | M    | 248 |
| DNF  | LMP2      | 45 | OAK Racing               | Jacques Nicolet Jean-Marc Merlin Philippe Mondolot     | Morgan LMP2                             | D    | 246 |
| DNF  | LMP2      | 45 | OAK Racing               | Jacques Nicolet Jean-Marc Merlin Philippe Mondolot     | Nissan VK45DE 4.5 L V8                  | D    | 246 |
| DNF  | LMP2      | 47 | KCMG                     | Alexandre Imperatori Matt Howson Ho-Pin Tung           | Morgan LMP2                             | M    | 241 |
| DNF  | LMP2      | 47 | KCMG                     | Alexandre Imperatori Matt Howson Ho-Pin Tung           | Nissan VK45DE 4.5 L V8                  | M    | 241 |
| DNF  | LMGTE Pro | 98 | Aston Martin Racing      | Paul Dalla Lana Bill Auberlen Pedro Lamy               | Aston Martin Vantage GTE                | M    | 221 |
| DNF  | LMGTE Pro | 98 | Aston Martin Racing      | Paul Dalla Lana Bill Auberlen Pedro Lamy               | Aston Martin 4.5 L V8                   | M    | 221 |
| DNF  | LMP2      | 32 | Lotus                    | Thomas Holzer Dominik Kraihamer Jan Charouz            | Lotus T128                              | D    | 219 |
| DNF  | LMP2      | 32 | Lotus                    | Thomas Holzer Dominik Kraihamer Jan Charouz            | Praga 3.6 L V8                          | D    | 219 |
| DNF  | LMP2      | 30 | HVM Status GP            | Johnny Mowlem Tony Burgess Jonathan Hirschi            | Lola B12/80                             | D    | 153 |
| DNF  | LMP2      | 30 | HVM Status GP            | Johnny Mowlem Tony Burgess Jonathan Hirschi            | Judd HK 3.6 L V8                        | D    | 153 |
| DNF  | LMGTE Am  | 54 | AF Corse                 | Yannick Mallégol Jean-Marc Bachelier Howard Blank      | Ferrari 458 Italia GT2                  | M    | 147 |
| DNF  | LMGTE Am  | 54 | AF Corse                 | Yannick Mallégol Jean-Marc Bachelier Howard Blank      | Ferrari 4.5 L V8                        | M    | 147 |
| DNF  | LMGTE Am  | 57 | Krohn Racing             | Tracy Krohn Niclas Jönsson Maurizio Mediani            | Ferrari 458 Italia GT2                  | M    | 111 |
| DNF  | LMGTE Am  | 57 | Krohn Racing             | Tracy Krohn Niclas Jönsson Maurizio Mediani            | Ferrari 4.5 L V8                        | M    | 111 |
| DNF  | LMP2      | 25 | Delta-ADR                | Tor Graves Archie Hamilton Shinji Nakano               | Oreca 03                                | D    | 101 |
| DNF  | LMP2      | 25 | Delta-ADR                | Tor Graves Archie Hamilton Shinji Nakano               | Nissan VK45DE 4.5 L V8                  | D    | 101 |
| DNF  | LMP2      | 28 | Gulf Racing Middle East  | Fabien Giroix Philippe Haezebrouck Keiko Ihara         | Lola B12/80                             | D    | 22  |
| DNF  | LMP2      | 28 | Gulf Racing Middle East  | Fabien Giroix Philippe Haezebrouck Keiko Ihara         | Nissan VK45DE 4.5 L V8                  | D    | 22  |
| DNF  | LMP2      | 31 | Lotus                    | Kevin Weeda James Rossiter Christophe Bouchut          | Lotus T128                              | D    | 17  |
| DNF  | LMP2      | 31 | Lotus                    | Kevin Weeda James Rossiter Christophe Bouchut          | Praga 3.6 L V8                          | D    | 17  |
| DNF  | LMGTE Am  | 95 | Aston Martin Racing      | Allan Simonsen Kristian Poulsen Christoffer Nygaard    | Aston Martin Vantage GTE                | M    | 2   |
| DNF  | LMGTE Am  | 95 | Aston Martin Racing      | Allan Simonsen Kristian Poulsen Christoffer Nygaard    | Aston Martin 4.5 L V8                   | M    | 2   |
| EX   | LMP2      | 26 | G-Drive Racing           | Román Rusinov John Martin (piloto) Mike Conway         | Oreca 03                                | M    | –   |
| EX   | LMP2      | 26 | G-Drive Racing           | Román Rusinov John Martin (piloto) Mike Conway         | Nissan VK45DE 4.5 L V8                  | M    | –   |

Fuentes: FIA WEC.